# Oecomys flavicans
Oecomys flavicans és una espècie de mamífer rosegador de la família dels cricètids. Viu a altituds d'entre 600 i 1.800 msnm a Colòmbia i Veneçuela. Es tracta d'un animal nocturn i arborícola que s'alimenta de llavors i fruits verds. Els seus hàbitats naturals són les selves tropicals o subtropicals i els boscos secs. És una espècie en risc mínim, és a dir, no sembla que hi hagi cap amenaça significativa per a la seva supervivència.